# Scuticaria itirapinensis
Scuticaria itirapinensis  é uma espécie de orquídea epífita de crescimento cespitoso aparentemente encontrada perto do município de Itirapina em São Paulo, no Brasil, onde habita florestas secas. Trata-se de espécie raríssima, da qual não há notícias comprovadas de espécimes em cultivo ou encontrados na natureza nos ultimos trinta anos. Especula-se sobre a possibilidade de estar extinta.
Apresenta longas folhas roliças que brotam de pseudobulbos quase imperceptíveis; poucas flores comparativamente grandes vistosas e coloridas, com labelo contrastante. Pode ser diferenciada das outras espécies do gênero por ser a única com labelo  amarelo forte inteiramente explanado ou levemente refletido encontrada no sudeste brasileiro.